# Памятник принцу Альбрехту Прусскому
Памятник принцу Альбрехту Прусскому (нем. Prinz-Albrecht-von-Preußen-Denkmal) — бронзовая статуя, установленная в берлинском районе Шарлоттенбург в 1901 году в честь принца Альбрехта Прусского, брата короля Пруссии Фридриха IV и императора Германии Вильгельма I и генерала кавалерии, участника Франко-прусской войны.
Принц Альбрехт изображён в сюртуке с саблей, распахнутой генеральской шинели на меху, высоких сапогах и фуражке, его взгляд устремлён в даль. В левой руке принц держит перчатки, в правой — кавалерийскую плётку. Так, по мнению авторов, принц Альбрехт выглядел в 1870 году. На барельефах постамента изображены батальные сцены Франко-прусской войны. Памятник выполнен по проекту скульпторов Евгения Бёрмеля и Конрада Фрайберга. Ученик Бегаса Бёрмель выполнил статую, а однополчанин принца Альбрехта Фрайберг создал барельефы постамента. Памятник принцу Альбрехту установлен на бульваре Шлосштрассе на пересечении с улицей Шпандауэр-Дамм в непосредственной близости от исторических зданий шлютеровских казарм, в которых в настоящее время размещаются Собрание Шарфа — Герстенберга, Музей Берггрюна и Музей Брёхана. Торжественная церемония открытия памятника состоялась 14 октября 1901 года в присутствии кайзера Вильгельма II.